# 呷洼乡
呷洼乡，曾寫為呷柯乡，是中华人民共和国四川省甘孜藏族自治州理塘县下辖的一个乡镇级行政单位。

## 行政区划
呷洼乡下辖以下地区：
尼依公村、布日村、门斗格村、日西村、鱼洼河村、日里村、所底村、扎拖村、香波村、白拖村和日斗村。